# Jonathan Beck (Verleger)
Jonathan Michael Beck (* 21. April 1977 in München) ist ein deutscher Verleger. Seit 2015 verantwortet er in der Verlagsgruppe C. H. Beck das kulturwissenschaftliche und literarische Verlagsprogramm.
Beck ist der älteste Sohn des Verlegers Wolfgang Beck. Er studierte Volkswirtschaftslehre in Berlin, Toulouse und Mannheim. Von 2003 bis 2007 war er Junior Research Fellow am Wissenschaftszentrum Berlin für Sozialforschung (WZB) und wissenschaftlicher Mitarbeiter an der Berliner Humboldt-Universität. Nach Tätigkeiten bei BertelsmannSpringer, dem englischen Kartellamt und dem Verlag W. W. Norton & Company in New York wurde Beck im Februar 2008 Lektor und Projektleiter ePublishing im Verlagsbereich Literatur-Sachbuch-Wissenschaft (LSW) von C. H. Beck.  Von 2011 bis 2014 war er Lektorats- und Programmleiter für Wirtschaftswissenschaften und Wirtschaftspraxis im zur Unternehmensgruppe gehörenden Verlag Franz Vahlen. Im Februar 2015 übernahm er von seinem Vater die Leitung des LSW-Verlagsbereichs, sein Onkel Hans Dieter Beck († 2025) verantwortete weiterhin den rechtswissenschaftlichen Bereich. Mit Jonathan Beck wird der Verlag in siebter Generation von einem Mitglied der Familie geführt.

## Veröffentlichungen
- als Herausgeber: Eine andere Welt. Bücher, die in die Zukunft weisen, C. H. Beck, München 2023, ISBN 978-3-406-81000-8.